# Oscar Bannwart
Oscar Bannwart est un ingénieur et homme d'affaires suisse qui a commercialisé joué un rôle important dans l'histoire de la société Bull, aux débuts de la mécanographie et dirigé la société suisse H.W. Egli de 1925 à 1944.

## Biographie
Oscar Bannwart était un ami de l'ingénieur suisse H.W. Egli (1862-1925), fondateur en 1891 de la société du même nom. Il prend sa succession à son décès en 1925 et y investit des capitaux pour la relancer. La société devient réputée pour ses calculatrices et ses machines comptables "Madas" et "Millionnaire". Oscar Bannwart possède également une clouterie industrielle en Italie et il cherche, par la délocalisation, le moyen de trouver les coûts salariaux les plus avantageux.
Quand l'ingénieur norvégien Fredrik Rosing Bull meurt en 1925, son bras droit travaille au perfectionnement des machines qu'il avait inventées en 1921. Le docteur Emile Marchand, directeur du service des statistiques de Rentenanstalt, société d'assurance-vie, veut construire un machine à cartes perforées, en faisant appel à Oscar Bannwart.
Oscar Bannwart se rapproche alors d'Émile Genon, un Belge qui vendait en Italie des machines à calculer Elliott-Fischer et Underwood, et qui achète en 1927 les droits relatifs aux brevets Bull pour dix pays d'Europe. Oscar Bannwart lui rachète ces brevets et lance la fabrication, en Suisse, où une première machine Bull est fabriquée à Zurich et livrée aux laboratoires Sandoz en décembre 1929. Elle est rapidement fermée dans ce pays et déplacée  en 1931 à Paris. La même année, Émile Genon et deux autres investisseurs français rachètent la moitié des parts d'Oscar Bannwart.
Oscar Bannwart est décédé en 1946 et son fils Herbert Bannwart-Mousson lui a succédé à la tête de la société de 1944 à 1958.